# 悠以
悠以（ゆい、1989年11月11日 - ）は、日本のシンガーソングライター、タレント。兵庫県尼崎市出身。所属芸能事務所はホリプロ系列の株式会社ステラキャスティング。

## 概要
1989年（平成元年）、尼崎市に悠介という名前で男性として生まれる。成長にしたがい自分の性別に違和感を抱き、悩みや葛藤を歌と曲作りにぶつけた。
高校卒業後は母の後押しもあり女性として生きることを決意し、新しく母からもらった悠以の名前で本格的に音楽活動をスタートし、2010年にはファーストシングル「彼女」をリリースする。地道なストリートライブや生い立ちが注目を浴び、2015年以降はメディア露出が急増。従来の活動に加え、LGBTに関する講演活動やタレントとしても活躍の幅を広げている。

## エピソード
- 男声と女声を自在に操る歌唱スタイルを確立している。特に2014年頃から持ち歌にしているディズニーのアニメ映画『アナと雪の女王』の主題歌『レット・イット・ゴー』はストリートライブでの歌唱シーンがYOUTUBEで拡散され、200万回再生を超える反響を得た[4]。
- 金洪仙の著作『キム・ホンソンという生き方―在日コリアンとして、障がい者として―』に講演先で出会った性同一性障がいの高校生“加納ゆい”として登場する。金の話に感動した悠以が講演後に対面を申し込んだのをきっかけに、メールのやり取りなど親交が始まった[5]。

## 作品

### シングル
| 枚 | リリース                   | タイトル       | 最高位        |
| -- | -------------------------- | -------------- | ------------- |
| 1  | 2010年1月31日              | 彼女           | 私家盤        |
| 2  | 2010年5月31日              | 叫び           | 私家盤        |
| 3  | 2014年11月11日             | 彼女2014       | 私家盤        |
| 4  | 2016年6月13日              | どうして       | 私家盤        |
| 5  | 2017年12月20日リリース予定 | スタートライン | ※初の全国発売 |

### アルバム
| 枚 | リリース       | タイトル     | 最高位 |
| -- | -------------- | ------------ | ------ |
| 1  | 2011年3月31日  | イツツノコイ | 私家盤 |
| 2  | 2012年11月11日 | COLOR        | 私家盤 |

## 出演

### テレビ番組
- さんまのSUPERからくりTV（TBS、2008年7月6日）
- ビーバップ!ハイヒール（ABCテレビ、2009年3月12日）
- 〇〇すぎる人々（フジテレビ、2011年8月28日）
- 日曜ビッグバラエティ「性別こんがらがっちゃった！？予想外家族4」（テレビ東京、2014年1月19日）
- す・またん!（読売テレビ、2015年4月9日）
- ニュースリアルKANSAI（テレビ大阪、2015年6月10日）
- せやねん!（毎日放送、2015年6月27日）
- せやねん!（毎日放送、2015年7月4日）
- おちゃのこSai Sai（J:COM、2015年8月4日)
- 爆笑そっくりものまね紅白歌合戦スペシャル(フジテレビ、2015年10月23日)
- わざわざ言うテレビ（テレビ大阪、2015年12月21日）
- NEWS PORT（サンテレビ、2016年10月31日）
- 情報7days ニュースキャスター （TBS、2017年6月10日）
- ウラマヨ!（2017年9月30日）

### ラジオ番組
レギュラー出演
- chai（エフエム滋賀、2018年4月27日～）

過去の出演番組
- 池田聡のalways and forever（兵庫エフエム放送、2014年2月16日）
- 笑福亭瓶吾と愉快な仲間たち（エフエム宝塚、2014年4月4日）
- MUSIC AIRPORT（エフエムあまがさき、2014年6月1日）
- 瓶太奈緒子のおしゃべりワールド（エフエムあまがさき、2014年6月27日）
- 谷五郎のこころにきくラジオ（ラジオ関西、2014年8月11日）
- わっちアフタヌーンアワー（シティエフエムぎふ、2014年9月5日）
- 悠以と丈夫 のニューハーフハリケーン（エフエムあまがさき、2014年10月～12月）
- SPACE DOG! ラジヲ（エフエムムーヴ、2015年2月24日）
- SPACE DOG! ラジヲ（エフエムムーヴ、2015年3月3日）
- MUSIC AIRPORT（エフエムあまがさき、2015年8月毎週）
- In The Pocket（エフエムあまがさき、2015年8月13日）
- In The Pocket（エフエムあまがさき、2015年8月13日）
- 相川七瀬のLOVELOCKFLAMINGO（エフエム大阪、2015年9月7日）
- SPACE DOG! ラジヲ（エフエムムーヴ、2016年3月15日）
- CRK ミュージックヘッズ（ラジオ関西、2016年8月16日）
- 子守康範 朝からてんコモリ!（MBSラジオ、2016年11月11日）
- とことん全力投球!!妹尾和夫です（ABCラジオ、2016年12月20日）

### 映画
- まぜこぜ一座殺人事件（2024年10月18日公開予定）[6]